# Aterciopelados
Aterciopelados es una banda emblemática del rock alternativo colombiana, liderada por Andrea Echeverri y Héctor Buitrago. Tuvo su origen en 1990 bajo el nombre de Delia y los Aminoácidos y posteriormente Aterciopelados en 1993.
Aterciopelados ha alcanzado un gran éxito nacional e internacional ya que su música llegó a ser considerada innovadora y auténtica por mezclar rock con raíces del folclore colombiano (y latinoamericano). Fue de las primeras bandas de rock de Colombia en ganar atención internacional y están entre los principales grupos de rock en español de todos los tiempos. La revista Time escribió que "la verdadera habilidad de Aterciopelados radica en su capacidad de tomar estilos del norte-de-la-frontera musical... y dar nueva vida a ellos, a la vez que les da un brillo claramente colombiano"; además, Aterciopelados involucra al público de todo el mundo con su mensaje de conciencia social. Aterciopelados habla sobre cuestiones importantes como la injusticia, política, promueve los derechos de las mujeres y del medio ambiente.
Postulados en varias oportunidades a los premios Grammy y ganadores del Latin Grammy en tres ocasiones, son considerados precursores del rock colombiano en el mundo. Embajadores de Amnistía Internacional en la lucha contra el maltrato a la mujer y como Guardianes de Paz. En 2006 la revista estadounidense Al Borde publicó una lista con las 500 mejores canciones del rock iberoamericano, incluyendo sus canciones Bolero falaz (N.º 10), Florecita rockera (N.º 127), El estuche (N.º 224) y Maligno (N.º 341). En 2007 SateliteMusical incluyó en su Top 20 del rock latino a Bolero falaz (N.º 9). En 2011 la revista Subterránica lanzó una lista de "Las 100 Mejores Canciones del Rock Colombiano", donde aparecen «Sortilegio» (N.º 4), «Bolero Falaz» (N.º 19), Florecita rockera (N.º 67) y Mujer gala (N.º 95). En 2014 la revista Rolling Stone Colombia elaboró la lista de 50 grandes canciones colombianas, premiando sus canciones Bolero falaz (N.º 1), Mujer gala (N.º 15), Maligno (N.º 30) y Sortilegio (N.º 43). En 2014 el sitio AutopistaROCK púbico Las 50 canciones más grandes del Rock Colombiano, incluyendo sus canciones Bolero falaz (N.º 1), Baracunatana (N.º 19) y Sortilegio (N.º 35). En 2006 la revista estadounidense Al Borde publicó una lista con los 250 mejores álbumes del rock iberoamericano, premiando sus álbumes El Dorado (N.º 9), Gozo Poderoso (N.º 180) y La pipa de la paz (N.º 226). En 2012 la revista Rolling Stone EE. UU. lanzó una lista con los 10 mejores álbumes del rock latinoamericano, premiando su álbum Río (N.º 6). la revista Rolling Stone, en su edición colombiana en su lista de 25 grandes discos nacionales incluyó a El Dorado (N.º 1) y Con el corazón en la mano (N.º 14).

## Historia

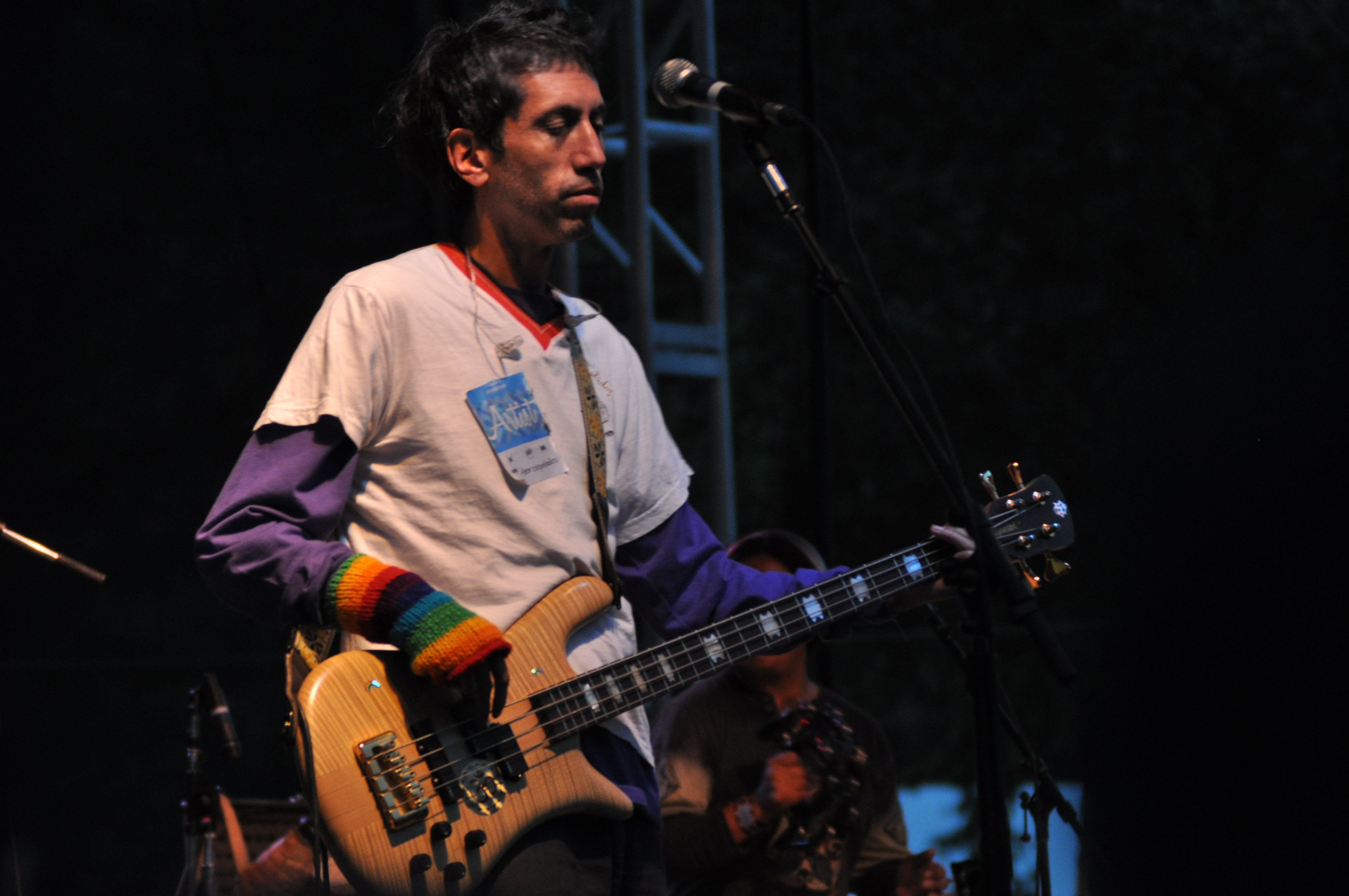
Héctor Buitrago. Bajista, compositor y productor

La banda Aterciopelados fue formada cuando Andrea Echeverri, quien estudiaba Bellas Artes y se especializaba en cerámica en la Universidad de los Andes de Bogotá, conoce a Héctor Buitrago, quien había formado parte de la primera alineación del grupo La Pestilencia. 
Andrea y Héctor se hicieron novios,  entraron en la escena underground de Bogotá con su grupo "Delia y los Aminoácidos" que funcionó entre 1988 y 1990, tocando en su propio bar (Bar Barie)  y ante públicos que ya reconocían a la banda. Tiempo después, Andrea y Héctor rompen su relación sentimental, provocando que el grupo y el bar desaparecieran. Andrea siguió en las bellas artes, además de enseñar y hacer coros en la banda Distrito Especial. Héctor, por su parte, se dedicó a trabajar en radio.

### Inicios (1992-1994)
En 1993 después de reagruparse se producen nuevos cambios en el equipo, ingresan nuevos músicos, Andrés Giraldo en la batería y Charlie Márquez en la guitarra, siendo esta reconocida como la formación original del grupo, con la que se acredita su primer álbum; gracias a lo anterior se dio forma a su primer Hit: Mujer gala, tras una rápida grabación de poco más de una hora en los modestos estudios de Javeriana Estéreo. Con esta canción lograrían un rápido reconocimiento y gracias al patrocinio de BMG lanzan su primer LP Con el Corazón en la Mano. En él se puede oír un obsesivo latido punk combinado con salsa y bossanova. De este álbum se destacan éxitos como Sortilegio, La gomela, La cuchilla (canción de la cultura popular en Colombia) y la ya mencionada Mujer gala.
En una entrevista para Rolling Stone Colombia Héctor manifestó.

“Mujer gala fue el comienzo de toda la historia con Aterciopelados. La canción se volvió muy popular en la radio; incluso, como era tan corta, la ponían dos veces”(Héctor Buitrago)

Este álbum los convirtió en estrellas en Colombia, pero este sólo sería el inicio de una fructífera y exitosa carrera, logrando ventas por cerca de 50 000 copias, algo que era un gran éxito en la época para un artista colombiano, los llevó de extensas giras nacionales, siendo el gran grupo colombiano revelación de aquel año.

### El Dorado: Aparición en el mapa del Rock hispano (1995-1996)

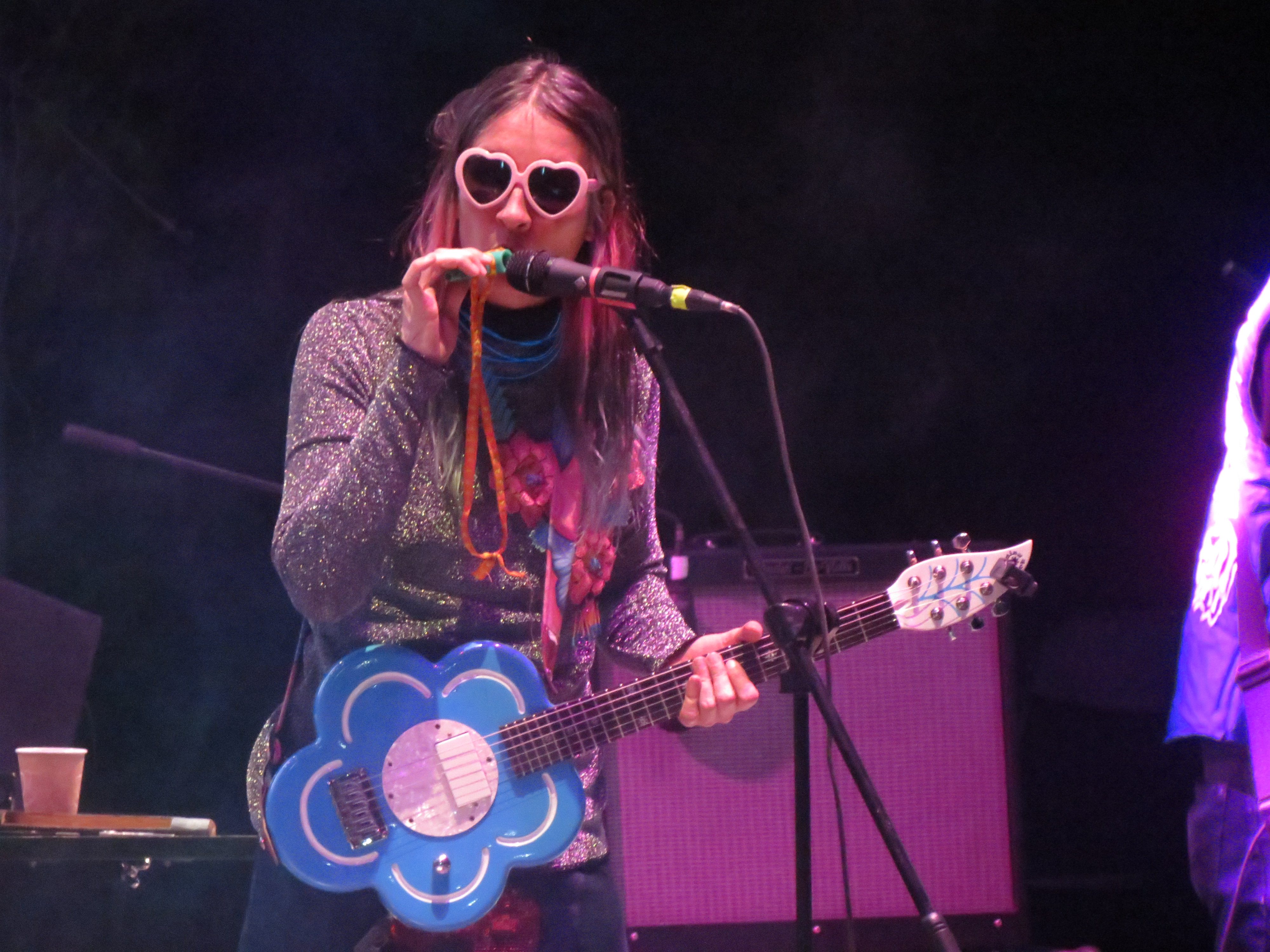
Aterciopelados en la Feria Nacional de San Marcos, 2017, Foro del Lago, Aguascalientes

En 1995 ingresa el baterista Alejandro Duque, además de integrar un nuevo guitarrista, Alejandro Gómez Cáceres. Este último se mantendría como guitarra principal hasta el año 2001. Fueron invitados al primer Rock al Parque junto a bandas como 1280 Almas, Catedral, La Derecha, Compañía Ilimitada, Darkness y Poligamia.
Ya con la nueva formación se publica en abril de 1995 su segundo álbum El Dorado, el cual marca una senda más influenciada por ritmos tradicionales colombianos y latinoamericanos. Gracias a esta "fusión" logró ser considerado como uno de los mejores discos de la historia del rock colombiano e iberoamericano. Este trabajo los llevaría al éxito y reconocimiento internacional gracias a temas como  Florecita rockera, Candela, El Dorado, Colombia conexión, La estaca y su primer gran éxito internacional Bolero falaz, canción que los lleva a posicionarse en MTV Latinoamérica. Fueron invitados para abrir los conciertos de Caifanes en algunas regiones de Colombia como parte de la gira El nervio del volcán
La gran difusión del álbum los llevaría por primera vez de gira al extranjero, vendiendo miles de copias en Latinoamérica. Participarían como teloneros de Soda Stereo en La Plata, ante más de 120.000 personas y España, donde telonean los conciertos de Héroes del Silencio. Al año siguiente, llegarían por primera vez a los Estados Unidos para presentarse con Soda Stereo en Los Ángeles, Chicago, Nueva York, Miami y San Juan de Puerto Rico. En marzo de 1996, Soda Stereo invita a Andrea para que los acompañe en su MTV unplugged.
El éxito comercial fue muy significativo en su primer año. El álbum El dorado logró ventas por 120.000 copias, todo un récord para cualquier banda de rock en Colombia.

### La pipa de la paz: Consolidación Internacional (1996-1997)
El noviembre de 1996 publican su tercer álbum, titulado La pipa de la paz, grabado en Londres con el legendario ex-Roxy Music Phil Manzanera como productor y colaborador. Esta nueva entrega difundió algunas de las canciones más significativas del grupo como Cosita seria, Baracunatana, No necesito, La culpable, que se hicieron clásicos del rock latino y definieron la figura de Andrea Echeverri con una actitud neofeminista y antimachista, además de lograr su primera nominación al Grammy como Mejor álbum latino/alternativo performance (convirtiéndose en la primera banda de rock colombiano en ser nominada a los premios Grammy). Con este disco lograrían presentaciones en Estados Unidos, e incluso Brasil al lado de Café Tacvba.
Se presentarían en Caracas como teloneros de Soda Stereo en el marco de la gira El Último Concierto. Participa del Tributo a Queen haciendo un gran cover acústico de la canción Play the Game. En abril de 1997 graban para la cadena internacional MTV Latinoamérica un Desconectado con parte de sus grandes éxitos de entonces y con canciones de su más reciente álbum La pipa de la paz. Pero, debido a la gran cantidad de ventas y éxitos a nivel mundial en radio, televisión y tiendas de discos de este último, nunca se llegó a publicar oficialmente la grabación de éste, a pesar de haber sido considerada una de las mejores presentaciones acústicas para MTV Latinoamérica.

### Caribe Atómico: Nuevos Sonidos (1998-1999)
Caribe atómico, su cuarto álbum grabado en Nueva York, es lanzado en 1998. Marca una senda más electrónica en el grupo, con un sonido alternativo con menos distorsión que los álbumes anteriores. A partir de este momento se les une el baterista Mauricio Montenegro aportando su particular sonido a nivel discográfico y en vivo. Caribe atómico consigue la nominación al Grammy como Mejor álbum rock alternativo latino y se destacan éxitos como Maligno, El estuche y Caribe atómico. Con este importante álbum giran con artistas de la talla de Julieta Venegas y Los Fabulosos Cadillacs en la gira 'Calaveras y diablitos' por España. Son portada de grandes e importantes revistas a nivel mundial y se catalogan como la mejor banda de Colombia, una de las mejores de Hispanoamérica y la voz de Andrea como una de las mejores de América Latina, al lado de Mercedes Sosa, Shakira y Celia Cruz.
En 1999 entraron a formar parte del selecto grupo de artistas manejados por la Creative Artists Agency para lograr mayor difusión de su música en el mundo. En julio de este año recibirían los premios como Mejor grupo de rock latinoamericano y Mujer del año por el diario Urbe de Venezuela y participarían del Tributo a Sandro-Un disco de Rock interpretando la canción "Penas".

### Gozo Poderoso: Latin Grammy y su aparición en la revista Billboard (2000-2001)
Su quinto álbum Gozo poderoso, con una producción local (Producido por Héctor, grabado en Bogotá) y un mensaje positivo en sus letras, consigue ganar el premio Grammy Latino en 2001 como Mejor Álbum Rock Grupo o Dúo, imponiéndose a artistas como Jarabe de Palo, Los Rabanes y Manu Chao, además de la nominación a los premios Grammy como Mejor Álbum Rock. 
De este álbum se destacan éxitos importantes como El álbum, Rompecabezas y Luz azul, que obtuvieron los primeros lugares en las listas colombianas. Tal fue el éxito del álbum, que hasta el momento es el más vendido e internacional de Aterciopelados, siendo el primer ingreso de la banda en las listas de la prestigiosa Revista Billboard, llegando al puesto número 7 del Latin Pop Albums y al número 11 del Top Latin Albums en 2001.
La canción "El Álbum", se convierte además en la primera canción de la banda en figurar en los listados de Billboard, alcanzando el puesto 34 en el chart Latin Pop Songs que incluye las canciones de pop latino más populares en los Estados Unidos, figurando al lado de artistas como Alejandro Sanz y Paulina Rubio. Adicional al éxito internacional, el disco sería certificado como Platino por ventas en Colombia
Este álbum permitió que la revista más importante de Estados Unidos y una de las más importantes del mundo, Time, los considerara entre las mejores 20 agrupaciones del mundo, quedando en tercer lugar en la lista y siendo la única banda latina en los primeros lugares. Con este disco también son nominados al Premio Lo Nuestro 2002, como Álbum rock del año, Artista rock del año y Canción rock del año por el hit El álbum, y a los Premios MTV 2002 como Mejor artista rock, donde además participan como presentadores.

### Evolución (2002-2003)
En el 2002 lanzan su disco recopilatorio Evolución con los mejores éxitos de Aterciopelados, 2 canciones inéditas y un remix de "Florecita rockera". Con este disco giran mucho y reciben disco de oro en Colombia, por ventas que sobrepasan las 10 000 copias, además de ser nominados a los Premios MTV 2003 en la categoría Mejor artista centro, donde participan presentándose en vivo en la apertura del show, en un remix de éxitos del rock en español al lado de Juanes, Álex Lora, Vicentico, Jorge González Ríos, Charly Alberti y Ricky Martin y donde además Andrea Echeverri fue presentadora al lado de la cantante inglesa Dido, quien afirmó ser fiel seguidora de la banda.

### Proyectos como solistas (2004-2005)
Tras los éxitos alcanzados, se presenta el primer receso por la maternidad de la vocalista, experiencia que la inspiró a grabar como solista en el disco Andrea Echeverri. Este disco alcanzó diferentes reconocimientos como la nominación para un Grammy como Mejor álbum latino de rock alternativo en el 2005, además de ganar como Mejor artista Centro en los Premios MTV de ese año, de las 4 nominaciones que había alcanzado para esa noche, y alcanzando 2 nominaciones al Premio Lo Nuestro.
Andrea promocionó su álbum por Estados Unidos, España e Hispanoamérica con gran éxito, y participó como solista en Rock al Parque 2005, actuando al lado de Molotov, Robi Draco Rosa, Ely Guerra, y Julieta Venegas. Cantó además a dúo con el grupo mexicano Café Tacvba uno de sus éxitos, Chica banda.
Héctor Buitrago también aprovechó esos años para trabajar en la producción de su álbum experimental Conector, en el que también participaría Julieta Venegas, Álex Ubago y Andrea Echeverri, entre otros invitados. Es un álbum de música del mundo, ancestral, andino y rock fusión, considerado uno de los mejores discos de 2006 por la crítica especializada.

### Oye: Suena otra canción protesta (2006-2007)

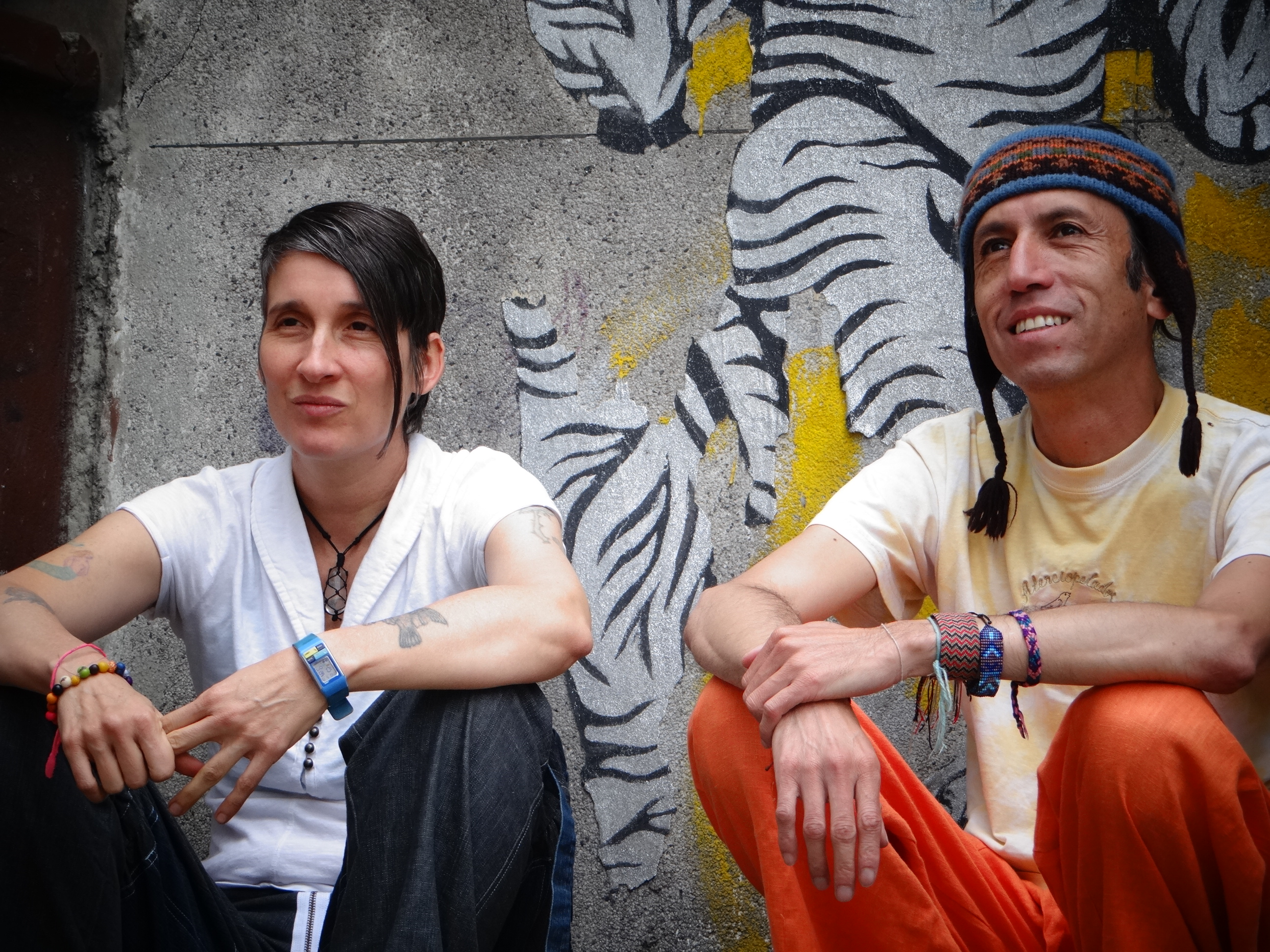
Andrea y Héctor.

En 2006 se reagrupan con nuevos integrantes, se unen el percusionista Urian Sarmiento ex-1280 Almas, Camilo Velásquez como guitarrista principal y algunas colaboraciones de Alejo Gómez-Cáceres para en octubre del mismo año lanzar el primer sencillo, Complemento, de su nuevo álbum Oye. El segundo sencillo "Canción protesta" fue un éxito internacional tanto por su melodía como por su letra, siendo escogido por Amnistía Internacional para festejar su 60 aniversario, como un tema que busca el rescate de los derechos humanos. Realizándose una nueva versión de la canción producida por Andrés Lewin, traducida al inglés, con el nombre de "The price of silence" (El precio del silencio) contando con la colaboración de Julieta Venegas, Stephen Marley (hijo de Bob Marley) y Natalie Merchant, entre otros. "Don dinero", el tercer sencillo es una crítica al consumismo e imperialismo en nuestra sociedad, y el cuarto sencillo "Al parque", es un homenaje al festival musical Rock al Parque. También es muy destacada la canción " Paces " del álbum " oye " que fue incluida en el videojuego FIFA 08, reconocida como una de las mejores canciones de dicho videojuego.
Con este disco ganan el premio Grammy Latino como Mejor álbum de música alternativa y el Premio Lo Nuestro como Álbum rock del año, además de ser nominados nuevamente en los Premios MTV de 2007. Este disco los llevó a tener innumerables conciertos por todo el mundo, ofreciendo presentaciones en países como Alemania e Italia y cerrando con éxito festivales como Rock al Parque en Bogotá y B-LIVE en Los Ángeles.

### Río: Activismo ambiental (2008-2010)
"Río", es caracterizado por su concepto ecológico, lanzado el 21 de octubre de 2008 y que incluye músicos invitados entre quienes se destacan Goyo de ChocQuibTown, los músicos andinos Kapari Walka y la leyenda de la gaita Paito.
La carátula del disco es un grafiti (hecho a mano con pintura de agua, sin aerosol) de una anaconda ancestral, madre de la humanidad según los indígenas y símbolo del río, utilizado como metáfora de la recuperación del río Bogotá. Sus letras hacen referencia a la espiritualidad, la decencia, la humanidad y el poder de la mujer como creadora de vida, pero sobre todo tratan temas medioambientales, haciendo especial referencia al río Bogotá en sus letras así como en sus distintas presentaciones en beneficio de causas ecológicas.
Este último trabajo recibió buenas críticas en Estados Unidos y demás países donde se ha lanzado, además los llevó de gira por el mundo, incluyendo por primera vez presentaciones en Australia. También iniciaron actividades como abanderados de Amnistía Internacional, presentándose en varios eventos de este organismo y afianzando su compromiso con la "música protesta". Son nominados a los premios Grammy como Mejor Álbum Rock Alternativo o Urbano por su disco "Río" y a los Premios MTV de 2009 como Mejor Artista Centro, y ganan el Premio Shock como Agrupación Rock del Año, para completar el éxito de esta entrega, Río sería escogido en 2012 por la Revista Rolling Stone como uno de los 10 álbumes más importantes de la Historia de la Música Latina al lado de Café Tacuba, Soda Stereo y Manu Chao.
Desde 2009 participan en varios tributos a otras bandas y artistas legendarios como Los Fabulosos Cadillacs en el disco "¡Vos sabes... cómo te esperaba!", en el tributo de cantantes femeninas hecho a Joan Manuel Serrat, en 2010 serían invitados a participar en Bimexicano homenaje a la música mexicana, Nos vamos juntos – Un tributo a las canciones de Caifanes/Jaguares y a Hechizo (tributo a Héroes del Silencio).
En 2010 se realizó un tributo organizado por la Revista Shock y producido por César López y Julio Monroy, donde participaron agrupaciones como Juan Galeano y EsteMan entre otros.

### Separación y proyectos solistas (2011-2013)
Luego de editar su disco Río, Andrea y Héctor se dan un receso para profundizar en sus proyectos solitarios. Andrea edita a finales del 2011 su segundo disco titulado Dos, donde destacaba el tema de la infancia y se enfocó a un público alternativo reducido, por sus sonoridades experimentales y su lírica con carácter infantil. Para el año 2012, Héctor edita su segundo trabajo solista Conector II donde contaba con la colaboración de Lido Pimienta, La Chocolata, 17 Hippies, entre otros. El trabajo se destaca por su impecable producción y experimentación sonora, lo que le valió 2 nominaciones a los Premios Shock, como Video del Año (por Una vaca es un bosque) y Mejor Solista Alternativo.
Este mismo año, Andrea edita Ruiseñora, un disco con carácter feminista que le valió la nominación al Grammy Latino como Mejor Álbum Cantautor. Este disco muestra la versatilidad vocal de la artista y su madurez sonora e independiente. Para el año 2014, Héctor edita Niños Cristal, un disco de rock electrónico para niños; que funciona como un medio artístico de reflexión ambiental y articula la pedagogía con bellas sonoridades y la participación del coro Claraluna.
Adicionalmente, cada uno se desempeñó en actividades diferentes a la música; Héctor por su parte se profundizó en su proceso activista con su proyecto Cantoalagua y Andrea con la cerámica.

### Regreso de Aterciopelados: Relucientes y rechinantes (2014-2017)

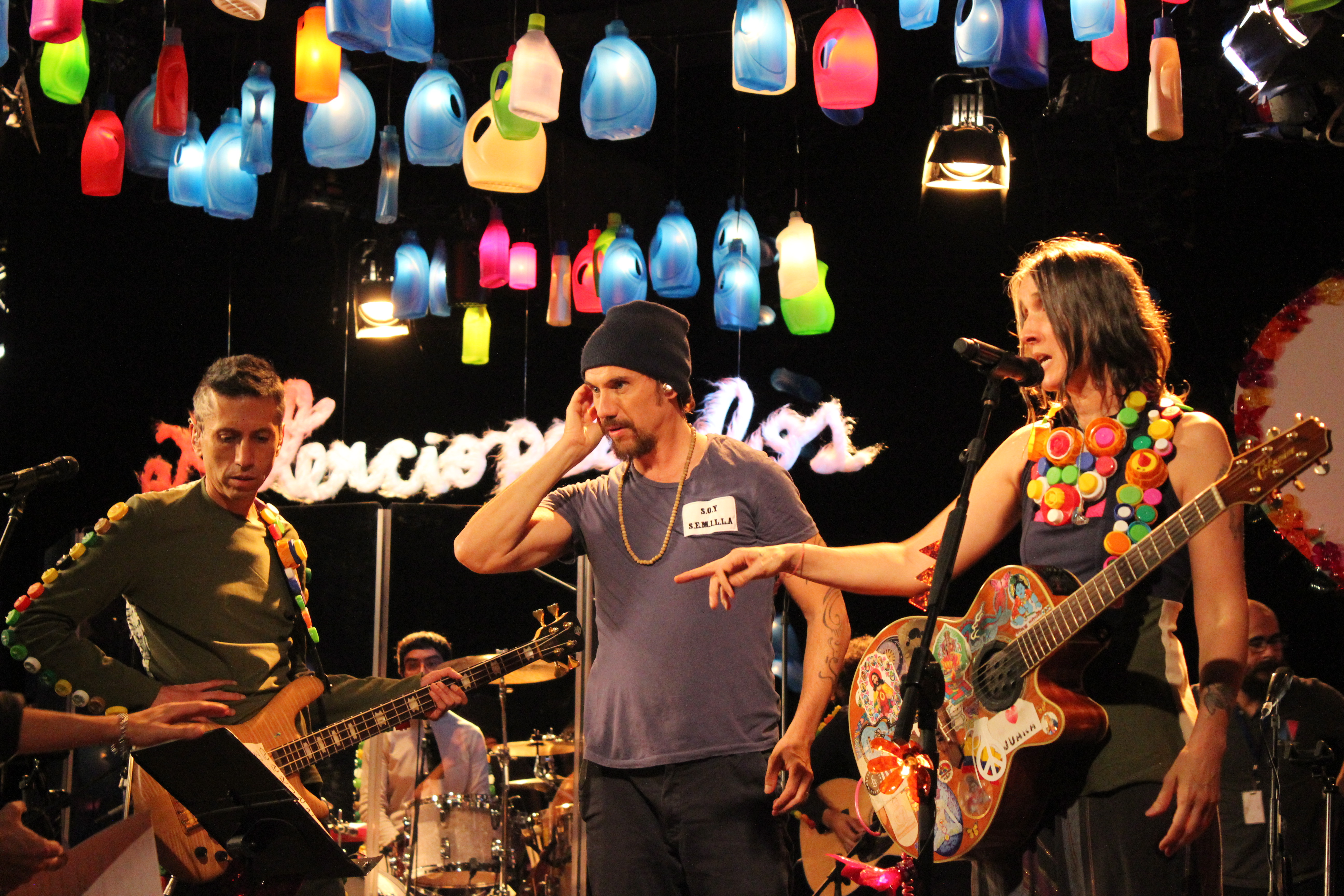
Aterciopelados y Macaco.

Aterciopelados regresó a los escenarios en el 2014 en la conmemoración de los 20 años de Rock al Parque y continuó con Vive Latino, Pal Norte, Frontera, Estéreo Pícnic y Cumbre Tajín, entre otros.
Lanzaron a finales de 2014, su libro “Con el Corazón en la Mano” que celebra sus más de 20 años de colorido recorrido-sus producciones musicales, su estética identitaria y su labor humanitaria, que se acompañan de impactantes portadas, emblemáticas fotos y artículos de prensa.
El 22 de abril de 2016 aparece su primer álbum en vivo Reluciente, Rechinante y Aterciopelado que incluye DVD este fue publicado de la mano de Sony Music y su producción estuvo a cargo de Rafael Arcaute así como la mezcla de Rafael Sardina. En palabras del grupo, "esta nueva versión es dinámica, festiva, alegre e invita a pensar bonito y a festejar la vida", el mismo fue precedido por una larga gira nacional, el primer sencillo es una nueva versión de la canción Luz Azul en compañía del artista español Macaco, y el segundo es una nueva versión de Florecita rockera, con la participación de Catalina García (Monsieur Periné) y Goyo (ChocQuibTown).Las Áñez hacen los coros en este álbum en vivo.
El disco fue premiado a Mejor CD/DVD o Vinilo en los Premios Shock 2016, y recibieron una nominación a los Premios Heat del canal de televisión HTV como Mejor Artista Rock.
La promoción del disco los llevó a realizar una extensa gira internacional de conciertos El Reluciente & rechinante tour los llevó a varios países de Sudamérica, Cuba y Europa: España, Holanda y Alemania; fueron parte de muchos festivales en México así mismo confirmaron presentaciones en Estados Unidos (Cleveland, Washington, New York, Boston y Dallas). Para mediados de 2017 recibirían nuevamente disco de oro por sus ventas globales del álbum.

### Claroscura: Dúo dinámico (2018-2020)
A principios de 2018, editan su álbum Claroscura, el cual muestra las posturas de ambos integrantes, por un lado Andrea Echeverri, quien es artista plástica y a su vez vive una vida melancólica y con los pies en la tierra, que acepta el paso del tiempo y defiende el rol de la mujer. Por otro lado, Héctor Buitrago, quien se enfocó al activismo ambiental, al chamanismo e indigenismo. El disco muestra los contrastes sonoros, líricos y conceptuales, del dúo dinámico, que aunque distintos, continúan generando música.
En julio de 2018 se estrenó el primer documental oficial del grupo Símbolo Marciano con la participación de músicos y personajes que han marcado la historia del grupo en sus 25 años. Realizaron 2 conciertos junto a la orquesta filarmónica de Bogotá donde más de 80 mil personas vibraron con la versión sinfónica de la discografía de Aterciopelados y recibieron el Grammy Latino a "Mejor Álbum de Música Alternativa" por Claroscura además de lograr otra nominación al Grammy Awards. "Claroscura Tour" ha sido un éxito total, registrando boletería agotada en casi todos los lugares y generando una auténtica euforia en los festivales que participó. España, México, Estados Unidos, Perú, Costa Rica, Honduras y muchas ciudades colombianas, han sido visitadas durante la gira.

### Tropiplop: Un grito de independencia (2021-2023)
Tropiplop es el título del más reciente álbum de Aterciopelados, producido por Héctor Buitrago, Andrea Echeverri y Leonardo Castiblanco, estrenado en mayo de 2021 en formato digital. De este álbum se desprenden los sencillos 15aÑERA,  Antidiva, Gritemos, En la Ciudad de la Furia, Más Allá de la Ventana, Haters, Destapabocas y Los 90, esta última banda sonora de la serie de Movistar Play Ruido capital. Masterizado por  José Blanco y mezclado por María Elisa Ayerbe en South Mountain Studios, César Sogbe, Eduardo López, Jorge Corredor y Harbey Marín. El arte del disco estuvo a cargo de Andrea Echeverri y Juan Andrés Moreno. "Tropiplop" ha sido reconocido por la Academia Latina de la Grabación con dos nominaciones al Latin Grammy 2021, en las categorías Mejor Álbum de Música Alternativa y Mejor Canción Alternativa por "Antidiva".

## Formación actual
- Andrea Echeverri: guitarra rítmica y voz
- Héctor Buitrago: bajo, multinstrumentista y productor desde 2001
- Leonardo Castiblanco: Guitarra
- jonny Lacouture: Batería
- Paula Van Hissenhoven: Teclados y coros

### Artistas que participaron en discos y presentaciones en vivo
Hubo muchos músicos que colaboraron con la banda pero solo algunos de ellos fueron considerados miembros la mayoría de los cambios fueron en la batería y guitarra principal, mientras que otro gran número de músicos participaron como colaboradores y como artistas invitados.
- Charlie Márquez: Fue el primer guitarrista del grupo en el periodo 1993/1995. Tocó y apareció en la tapa posterior del primer álbum también está acreditado en El Dorado.
- Andrés Giraldo (1993/1995): Primer baterista aparece en la tapa posterior del primer álbum también está acreditado en El Dorado.
- Alejandro Duque (1995/1997): Segundo baterista y uno de los miembros más importantes en la historia del grupo, compuso la batería de la mayoría de pistas de El Dorado y La Pipa de la Paz; El Duque, es uno de los mejores bateros de Colombia e hizo parte de otras agrupaciones importantes como la guatemalteca Bohemia Suburbana.
- Alejandro Gómez-Cáceres (1995/2006): Segundo guitarrista del grupo es el miembro que más ha durado después de Héctor y Andrea, considerado uno de los elementos más importantes y reconocibles del grupo, su última colaboración fue en Oye.
- Mauricio Montenegro (1998/2011): Tercer baterista del grupo apareció acreditado en Caribe Atómico por primera vez, y se mantuvo en el grupo hasta Río, había tocado anteriormente con La Derecha.
- Camilo Velásquez (2006/2011): Tercer Guitarrista estuvo en Oye y Río.
- Urián Sarmiento (2006/2011): Uno de los músicos más importantes de Colombia participó como multinstrumentista en Oye y Río; previamente integró 1280 Almas[35]

Línea del tiempo

## Discografía

### Álbumes de estudio
- Con el Corazón en la Mano. BMG/Culebra (1993)
- El Dorado. BMG/Culebra (1995)
- La Pipa de la Paz. BMG Ariola de Colombia (1996)
- Caribe Atómico. BMG Ariola de Colombia (1998)
- Gozo Poderoso. BMG U.S Latin (2000)
- Oye. Nacional Records (2006)
- Río. Nacional Records (2008)
- Claroscura. Sony Music Colombia (2018)
- Tropiplop. Entre Casa Colombia (2021)
- Genes Rebeldes. Entre Casa Colombia (2025)

### EP
- Una Pequeña Historia. BMG (2001)[36]
- Live Session (Exclusivo de iTunes). Universal Music (2005)[37]
- Technological Mixes. BMG/Ariola de Colombia[38]

### Álbumes recopilatorios
- Serie 2000. BMG (2000)
- Evolución. BMG Ariola/Entrecasa (2002)
- The Best of Aterciopelados: Ultimate Collection. Sony BMG (2004)
- 20 Éxitos Originales (Aterciopelados). Sony BMG (2005)
- Lo Esencial (Aterciopelados). Sony Music (2007)

### Álbumes en vivo
- MTV Unplugged. Bootleg/No Comercializado (1997)
- Reluciente, Rechinante y Aterciopelado. Sony Music (2016)
- El Dorado (en Vivo). Entre Casa Colombia (2024)

### Participación en otros álbumes
- 1996 - Comfort y música para volar
- 1997 - Tributo a Queen: los grandes del rock en español
- 1999 - Tributo a Sandro Un Disco de Rock
- 2003 - Tributo a José Alfredo Jiménez XXX
- 2003 - Tributo a Soda Stereo
- 2004 - Tributo a Neruda: Marinero En Tierra, Vol. 1 & 2
- 2007 - Soluciones para todo menos para los problemas (Tributo a Hora Local)
- 2008 - Pombo musical
- 2009 - Vos Sabés... Como Te Esperaba! (Tributo a Los Fabulosos Cadilacs)
- 2009 - Señora. Ellas cantan a Serrat
- 2010 - Bimexicano: Nuestros Clásicos Hechos Rock
- 2010 - Nos Vamos Juntos – Un Tributo a las Canciones de Caifanes y Jaguares, Vol. 1
- 2010 - Hechizo (Tributo a Héroes del Silencio)
- 2015 - Petronica: Petrona Martínez Electronic Suite, Vol. 1
- 2016 - Amor Eterno al Divo/Tributo de rock 2016

## Videografía

### Videoclips
| Año  | Videoclip                               | Dirección y grabación                                  |
| ---- | --------------------------------------- | ------------------------------------------------------ |
| 1993 | «Sortilegio»                            | Dir: Jorge Eduardo Botero. Video demo                  |
| 1993 | «La Gomela»                             | Dir: Emilio Óscar Alcalde. Video documental            |
| 1995 | «Florecita Rockera»                     | Dir: Diana Rico / Mateo Castillo                       |
| 1995 | «Bolero falaz»                          | Dir: Roberto de Zubiria / José Luis Rugeles            |
| 1996 | «La estaca»                             | Dir: Carlos Gaviria                                    |
| 1996 | «Cosita seria»                          | Dir: Felipe Aljure                                     |
| 1996 | «No necesito»                           | Dir:                                                   |
| 1996 | «Baracunatana»                          | Dir:                                                   |
| 1997 | «Juégale, apuéstale»                    | Dir:                                                   |
| 1998 | «El estuche»                            | Dir: Marina Zurkow                                     |
| 1998 | «Maligno»                               | Dir: Marina Zurkow                                     |
| 2000 | «Luz azul»                              | Dir:                                                   |
| 2000 | «Rompecabezas»                          | Dir:                                                   |
| 2000 | «El álbum»                              | Dir: Adolfo Dávila                                     |
| 2002 | «Mi vida brilla»                        | Dir: Carlos Otálora                                    |
| 2006 | «Complemento»                           | Dir: Anthar Kharana (Khalomotion Studios)              |
| 2006 | «Que te besen»                          | Dir: Simón Hernández                                   |
| 2007 | «Don dinero»                            | Dir: Belinda Gómez/ Roberto de Zubiria                 |
| 2007 | «Canción protesta»                      | Dir: Andrew Molina                                     |
| 2008 | «Al parque»                             | Dir: Ricardo Fernández / Pablo Burgos                  |
| 2008 | «Río»                                   | Dir: Bastardilla                                       |
| 2008 | «Tréboles»                              | Dir: David Bohórquez                                   |
| 2009 | «28»                                    | Dir: Susana Jaramillo                                  |
| 2009 | «Gratis»                                | Dir: David F. Martínez                                 |
| 2009 | «Bandera»                               | Dir: Diego Peñuela                                     |
| 2010 | «Ataque de risa»                        | Dir: Dorian Cambi                                      |
| 2010 | «Hijos de tigre»                        | Dir: Rafa Lara                                         |
| 2017 | «He venido a pedirte perdón documental» | Dir: Juan Andrés Moreno                                |
| 2017 | «He venido a pedirte perdón»            | Dir: Gamaliel De Santiago                              |
| 2018 | «Play»                                  | Dir: Paloma Valencia                                   |
| 2018 | «Dúo»                                   | Dir: Rafael Pérez                                      |
| 2019 | «En la ciudad de la furia»              | Dir: Agustín Núñez                                     |
| 2020 | «Soñemos un bosque»                     | Dir: Richard Decaillet y Diana Rico                    |
| 2020 | «Ay Ombe»                               | Dir: Aterciopelados                                    |
| 2020 | «Los 90»                                | Dir: Salomón Simhon                                    |
| 2020 | «15aÑERA»                               | Dir: Andrea Echeverri, Juan Andrés Moreno, Sofía Chapa |
| 2020 | «Haters»                                | Dir: Aterciopelados, Imago                             |
| 2020 | «Más Allá de la Ventana»                | Dir: Daniel Breton, Juegos Translucidos                |
| 2021 | «Destapabocas»                          | Dir: Lumen 2000                                        |
| 2021 | «Antidiva»                              | Dir: Aterciopelados, Gerardo Gil                       |
| 2021 | «No se Viola»                           | Dir: Juan Andrés Moreno                                |
| 2021 | «Plañidera»                             | Dir: Diana Rico                                        |
| 2021 | «Ovarios»                               | Dir: Dorsal Caracteres                                 |
| 2022 | «Síganme los buenos»                    | Dir: Salomón Simhon                                    |
| 2022 | «Meditacielo»                           | Dir: Mauro Babún                                       |

### VHS
| VHS                                     | Fecha de lanzamiento |
| --------------------------------------- | -------------------- |
| Desconectado Colombiano (EPK Unplugged) | 1996                 |

### DVD
| DVD                                   | Fecha de lanzamiento |
| ------------------------------------- | -------------------- |
| Reluciente Rechinante & Aterciopelado | 22 de abril de 2016  |

## Premios y nominaciones

### Grammy Awards
| Año  | Categoría                                        | Trabajo           | Resultado |
| ---- | ------------------------------------------------ | ----------------- | --------- |
| 1998 | Mejor Álbum Rock Latino                          | La pipa de la paz | Nominado  |
| 1999 | Mejor Álbum Rock/Alternativo Latino              | Caribe Atómico    | Nominado  |
| 2002 | Mejor Álbum Rock/Alternativo Latino              | Gozo Poderoso     | Nominado  |
| 2006 | Mejor Álbum de Pop Latino                        | Andrea Echeverri  | Nominado  |
| 2010 | Mejor Álbum Rock/Alternativo y Urbano            | Río               | Nominado  |
| 2019 | Mejor Álbum de Rock Latino, Urbano o Alternativo | Claroscura        | Nominado  |

### Latin Grammy Awards
| Año  | Categoría                          | Trabajo          | Resultado |
| ---- | ---------------------------------- | ---------------- | --------- |
| 2001 | Mejor Álbum Vocal Rock Grupo o Dúo | Gozo Poderoso    | Ganador   |
| 2001 | Grabación del Año                  | El Álbum         | Nominado  |
| 2001 | Mejor Canción Rock                 | El Álbum         | Nominado  |
| 2005 | Mejor Álbum Vocal Pop Femenino     | Andrea Echeverri | Nominado  |
| 2007 | Mejor Álbum de Música Alternativa  | Oye              | Ganador   |
| 2007 | Mejor Canción Alternativa          | "Complemento"    | Nominado  |
| 2013 | Mejor Álbum Cantautor              | "Ruiseñora"      | Nominado  |
| 2018 | Mejor Álbum de Música Alternativa  | Claroscura       | Ganador   |
| 2018 | Mejor Canción Alternativa          | "Dúo"            | Nominado  |
| 2021 | Mejor Álbum de Música Alternativa  | "Tropiplop"      | Nominado  |
| 2021 | Mejor Canción Alternativa          | "Antidiva"       | Nominado  |

### Premios MTV Latinoamérica
| Año  | Premio                    | Categoría                  | Trabajo          | Resultado |
| ---- | ------------------------- | -------------------------- | ---------------- | --------- |
| 2002 | Premios MTV Latinoamérica | Mejor Artista Rock         | Aterciopleados   | Nominado  |
| 2003 | Premios MTV Latinoamérica | Mejor Artista Centro       | Aterciopleados   | Nominado  |
| 2005 | Premios MTV Latinoamérica | Mejor Artista Nuevo Centro | Andrea Echeverri | Ganadora  |
| 2005 | Premios MTV Latinoamérica | Mejor Artista Femenino     | Andrea Echeverri | Nominado  |
| 2005 | Premios MTV Latinoamérica | Mejor Artista Alternativo  | Andrea Echeverri | Nominado  |
| 2005 | Premios MTV Latinoamérica | Mejor Artista Centro       | Andrea Echeverri | Nominado  |
| 2006 | Premios MTV Latinoamérica | Mejor Artista Centro       | Andrea Echeverri | Nominado  |
| 2007 | Premios MTV Latinoamérica | Mejor Artista Centro       | Aterciopelados   | Nominado  |
| 2009 | Premios MTV Latinoamérica | Mejor Artista Centro       | Aterciopelados   | Nominado  |

### Premio Lo Nuestro
| Año  | Premio            | Categoría            | Trabajo          | Resultado |
| ---- | ----------------- | -------------------- | ---------------- | --------- |
| 2002 | Premio Lo Nuestro | Álbum Rock del Año   | Gozo Poderoso    | Nominado  |
| 2002 | Premio Lo Nuestro | Canción Rock del Año | El Álbum         | Nominado  |
| 2006 | Premio Lo Nuestro | Álbum Rock del Año   | Andrea Echeverri | Nominado  |
| 2006 | Premio Lo Nuestro | Canción Rock del Año | A Eme O          | Nominado  |
| 2008 | Premio Lo Nuestro | Álbum Rock del Año   | Oye              | Ganador   |

### Premios Heat Latin Music
| Año  | Premio                   | Categoría          | Trabajo        | Resultado |
| ---- | ------------------------ | ------------------ | -------------- | --------- |
| 2017 | Premios Heat Latin Music | Mejor Artista Rock | Aterciopelados | Nominado  |
| 2018 | Premios Heat Latin Music | Mejor Artista Rock | Aterciopelados | Nominado  |
| 2019 | Premios Heat Latin Music | Mejor Artista Rock | Aterciopelados | Nominado  |
| 2022 | Premios Heat Latin Music | Mejor Artista Rock | Aterciopelados | Nominado  |

### Otros premios
| Año  | Premio                        | Categoría                                                   | Trabajo                                | Resultado |
| ---- | ----------------------------- | ----------------------------------------------------------- | -------------------------------------- | --------- |
| 1995 | Premios MTV                   | Revelación Latina del Año                                   | Aterciopleados                         | Ganadores |
| 1998 | Premios MTV                   | Video del Público                                           | "El Estuche"                           | Ganadores |
| 2007 | Premios Nuestra Tierra        | Productor del Año                                           | Héctor Buitrago                        | Ganador   |
| 2008 | Premios Nuestra Tierra        | Mejor Artista Rock/Electrónico Alternativo del año          | Aterciopelados                         | Ganador   |
| 2008 | Premios Nuestra Tierra        | Mejor Interpretación Rock del Año                           | "Canción Protesta"                     | Ganador   |
| 2010 | Premios Nuestra Tierra        | Mejor Artista Alternativo                                   | Aterciopelados                         | Ganador   |
| 2020 | Premios Nuestra Tierra        | Mejor Artista Rock/ Alternativo del año                     | Aterciopelados                         | Nominado  |
| 2021 | Premios Nuestra Tierra        | Canción Alternativa del año                                 | 15aÑERA                                | Nominado  |
| 2004 | Premios Shock                 | Video del Año (Andrea Echeverri)                            | "Amortiguador"                         | Ganador   |
| 2005 | Premios Shock                 | Mejor Artista Femenina                                      | Andrea Echeverri                       | Ganador   |
| 2006 | Premios Shock                 | Mejor video (Héctor Buitrago)                               | "Damaquiel"                            | Ganador   |
| 2009 | Premios Shock                 | Mejor Artista o Agrupación Rock                             | Aterciopelados                         | Ganador   |
| 2016 | Premios Shock                 | Mejor edición Vinilo o DVD                                  | Reluciente, Rechinante y Aterciopelado | Ganador   |
| 2006 | Revista Semana                | Álbum del Año                                               | Conector (Héctor Buitrago)             | Ganador   |
| 2007 | Premios Subterranica          | Artista pop                                                 | Héctor Buitrago                        | Ganador   |
| 2007 | Premios Subterranica          | Mejor bajista                                               | Héctor Buitrago                        | Ganador   |
| 2007 | Premios Subterranica          | Artista masculino                                           | Héctor Buitrago                        | Ganador   |
| 2007 | Premios Subterranica          | Artista femenina                                            | Andrea Echeverri                       | Ganadora  |
| 2018 | RoundGlass Music Awards       | Best Children's Song                                        | Soy la Semilla Nativa                  | Ganadores |
| 2020 | Buenos Aires Music Video Fest | Mejor Video Hecho en Buenos Aires - Dirección: Ojo Urbano   | En la Ciudad de la Furia               | Ganadores |
| 2022 | Bogotá Music Video Fest       | Videoclip panorama Nacional - Dirección: Juan Andrés Moreno | No Se Viola (ft. La Muchacha)          | Nominado  |

### Distinciones y reconocimientos
- 2016 Revista Rolling Stone Colombia - Disco del Año Reluciente, Rechinante y Aterciopelado[40]
- 2016 Diario Efe Eme España - Mejores discos internacionales del Año Reluciente, Rechinante y Aterciopelado[41]
- 2012 Terra Colombia - Los Músicos Más Importantes de la Década en Colombia[42]
- 2011 El Tiempo - Cultura Colombiana "Uno de los 10 artistas de la cultura en Colombia"
- 2009 Premios ALO Mujer BIT  - Mujer eco del año Andrea Echeverri
- 2007 Nombrados como Embajadores de la Paz por Amnistía internacional
- 2002 Revista TIME - Tercera mejor agrupación del mundo
- 1999 E! Entertainment Television - Andrea Echeverri Celebridad del Año
- 1999 Diario Urbe Venezuela - Andrea Echeverri - Mujer Latina del Año
- 1999 Diario Urbe Venezuela - Mejor Grupo de Rock latinoamericano
- 1996 Premios ACPE - Mejor grupo y Disco del año (La Pipa de la Paz)
- 1995 Grupo revelación del año (Ecuador)
- 1995 Premios ACPE - Mejor Grupo de Rock Nacional

## Listas

### Álbumes
| Publicación          | País          | Trabajo                   | Premio                                                  | Año  | Puesto |
| -------------------- | ------------- | ------------------------- | ------------------------------------------------------- | ---- | ------ |
| Billboard            | EUA           | Gozo Poderoso             | Latin Pop Albums                                        | 2001 | 7°     |
| Billboard            | EUA           | Gozo Poderoso             | Top Latin Albums                                        | 2001 | 11     |
| Al Borde             | EUA           | La pipa de la paz         | Los 250 álbumes más importantes del Rock Iberoamericano | 2006 | 226    |
| Al Borde             | EUA           | Gozo Poderoso             | Los 250 álbumes más importantes del Rock Iberoamericano | 2006 | 180    |
| Al Borde             | EUA           | El Dorado                 | Los 250 álbumes más importantes del Rock Iberoamericano | 2006 | 9.º    |
| Rock en las Américas | Latinoamérica | La pipa de la paz         | 50 años de rock hispanoamericano en 250 álbumes         | 2006 | 184    |
| Rock en las Américas | Latinoamérica | Gozo Poderoso             | 50 años de rock hispanoamericano en 250 álbumes         | 2006 | 63     |
| Rock en las Américas | Latinoamérica | El Dorado                 | 50 años de rock hispanoamericano en 250 álbumes         | 2006 | 11°    |
| Rolling Stone        | EUA           | Río                       | Los 10 mejores discos latinos de la historia.           | 2012 | 6°     |
| Pablito Wilson       | Colombia      | El Dorado                 | "Rock colombiano: 100 discos, 50 años"                  | 2013 | 16     |
| Pablito Wilson       | Colombia      | La pipa de la paz         | "Rock colombiano: 100 discos, 50 años"                  | 2013 | 20     |
| Noisey               | Colombia      | Gozo Poderoso             | Los Mejores 15 discos Colombianos 2000-2015.            | 2015 | 6.º    |
| Radiónica            | Colombia      | El Dorado                 | Para no olvidar: once álbumes del rock colombiano.      | 2016 | 1.º    |
| Rolling Stone        | Colombia      | El Dorado                 | 25 grandes discos nacionales.                           | 2016 | 1°     |
| Rolling Stone        | Colombia      | Con el corazón en la mano | 25 grandes discos nacionales.                           | 2016 | 14.º   |
| Rateyourmusic        | Latinoamérica | El Dorado                 | "50 discos del rock-pop colombiano"                     | 2018 | 29     |
| Rateyourmusic        | Latinoamérica | Con el corazón en la mano | "50 discos del rock-pop colombiano"                     | 2018 | 5.º    |

### Sencillos
| Publicación          | País          | Trabajo             | Premio                                              | Año  | Puesto |
| -------------------- | ------------- | ------------------- | --------------------------------------------------- | ---- | ------ |
| Billboard            | EUA           | "El Álbum"          | Latin Pop Songs                                     | 2001 | 34     |
| Satelite Musical     | Latinoamérica | "Bolero Falaz"      | Top 20 del Rock Latino                              | 2007 | 9°     |
| Al Borde             | EUA           | "Bolero Falaz"      | 500 canciones del Rock Iberoamericano               | 2006 | 10°    |
| Al Borde             | EUA           | "Florecita Rockera" | 500 canciones del Rock Iberoamericano               | 2006 | 127    |
| Al Borde             | EUA           | "El Estuche"        | 500 canciones del Rock Iberoamericano               | 2006 | 224    |
| Al Borde             | EUA           | "Maligno"           | 500 canciones del Rock Iberoamericano               | 2006 | 341    |
| Rock en las Américas | Latinoamérica | "Bolero Falaz"      | Las 120 mejores canciones del rock hispanoamericano | 2009 | 7°     |
| Rock en las Américas | Latinoamérica | "Florecita Rockera" | Las 120 mejores canciones del rock hispanoamericano | 2009 | 18     |
| Rock en las Américas | Latinoamérica | "Baracunatana"      | Las 120 mejores canciones del rock hispanoamericano | 2009 | 118    |
| Subterránica         | Colombia      | "Sortilegio"        | Las 100 Mejores Canciones del Rock Colombiano       | 2011 | 4      |
| Subterránica         | Colombia      | "Bolero Falaz"      | Las 100 Mejores Canciones del Rock Colombiano       | 2011 | 19     |
| Subterránica         | Colombia      | "Florecita Rockera" | Las 100 Mejores Canciones del Rock Colombiano       | 2011 | 67     |
| Subterránica         | Colombia      | "Mujer Gala"        | Las 100 Mejores Canciones del Rock Colombiano       | 2011 | 95     |
| Rolling Stone        | Colombia      | "Bolero Falaz"      | 50 Grandes Canciones Colombianas                    | 2014 | 1º     |
| Rolling Stone        | Colombia      | "Mujer Gala"        | 50 Grandes Canciones Colombianas                    | 2014 | 15     |
| Rolling Stone        | Colombia      | "Maligno"           | 50 Grandes Canciones Colombianas                    | 2014 | 30     |
| Rolling Stone        | Colombia      | "Sortilegio"        | 50 Grandes Canciones Colombianas                    | 2014 | 43     |
| Autopista Rock       | Colombia      | "Bolero Falaz"      | Las 50 canciones más grandes del Rock Colombiano    | 2014 | 1º     |
| Autopista Rock       | Colombia      | "Baracunatana"      | Las 50 canciones más grandes del Rock Colombiano    | 2014 | 19     |
| Autopista Rock       | Colombia      | "Sortilegio"        | Las 50 canciones más grandes del Rock Colombiano    | 2014 | 35     |